# Immanuelskyrkans kör i Norrköping
Immanuelskyrkans kör var en blandad kör och kyrkokör i Immanuelskyrkans församling, Norrköping som bildades senast 1922.
Kören har bland annat letts av Stellan Jonsson.